# فيودور دوستويفسكي
فِيُودُور مِيخَائيلُوفِتْش دُوسْتُويَفِسْكِي (بالروسية: Фёдор Миха́йлович Достое́вский) (11 نوفمبر 1821 – 9 فبراير 1881) هو روائي وكاتب قصص قصيرة وصحفي وفيلسوف روسي. وهو واحدٌ من أشهر الكُتاب والمؤلفين حول العالم. تحوي رواياته فهمًا عميقًا للنفس البشرية وتقدم تحليلًا ثاقبًا للحالة السياسية والاجتماعية والروحية لروسيا في القرن التاسع عشر، وتتعامل مع مجموعة متنوعة من المواضيع الفلسفية والدينية.
بدأ دوستويفسكي الكتابة في العشرينيّات من عُمره، حيث كتب بعمر الـ25 روايته الأولى المساكين التي نُشِرت عام 1846. أكثر أعماله شُهرة هي الإخوة كارامازوف والجريمة والعقاب والأبله والشياطين.
تضم أعمالُه الكامِلة 11 رواية طويلة وثلاث روايات قصيرة، و 17 قصة قصيرة، وعدداً من الأعمال والمقالات الأخرى.
اعتبره العديدُ من النُقّاد أحد أعظم النفسانيين في الأدب العالمي حول العالم. وهو أحد مؤسسي المذهب الوجودي حيث تُعتبر روايته القصيرة الإنسان الصرصار أولى الأعمال في هذا المجال.
ولِد دوستويفسكي في موسكو عام 1821، وبدأ قراءته الأدبية في عُمرٍ مُبكّر من خلال قراءة القصص الخيالية والأساطير من كُتّاب روس وأجانب. توفّيت والدته عام 1837 عندما كان عُمره 15 سنة، وفي نفس الوقت ترك المدرسة والتَحق بمعهد الهندسة العسكرية. وبعد تَخرّجه عَمِل مُهندساً واستمتع بأسلوب حياةٍ باذِخ، وكان يُترجم كُتباً في ذلك الوقت أيضاً ليكون كدخلٍ إضافيّ له. في مُنتَصف الأربعينيات كَتب روايته الأولى المساكين التي أدخلته في الأوساط الأدبية في سانت بطرسبرغ حيث كان يعيش. أُلقيَ القبض عليه عام 1849 لانتمائه لرابطة بيتراشيفسكي وهي مجموعةٌ أدبية سريّة تُناقِش الكتب الممنوعة التي تنتقد النظام الحاكِم في روسيا وحُكِم عليه بالإعدام، ولكن خُفف الحُكم في اللحظات الأخيرة من تنفيذه، فقضى 4 سنوات في الأعمال الشاقّة تلاها 6 سنوات من الخدمة العسكرية القسرية في المنفى.
في السنوات اللاحقة، عَمِل دوستويفسكي صحفيّا، ونَشر وحرّر في العديد من المجلّات الأدبية، وعُرِفت تلك الأعمال بـ مذكرات كاتب وهي مجموعة مجمعة من مقالاته خلال أعوام 1873-1881. وقد واجه صعوبات مالية بعد أن سافر لبلدان أوروبا الغربية ولعب القِمار. ولبعض الوقت، اضطر فيودور للتسوّل من أجل المال، لكنه في نهاية المطاف أصبح واحداً من أعظم الكُتّاب الروس وأكثرهم تقديراً واحتراماً، وقد تُرجِمت كتبه لأكثر من 170 لغة. تأثر بعدد كبير من الكُتّاب والفلاسفة آنذاك منهم سورين كيركغور وألكسندر بوشكين ونيقولاي غوغول وأوغسطينوس ووليم شكسبير وتشارلز ديكنز وأونوريه دي بلزاك وميخائيل ليرمنتوف وهوغو وإدغار آلان بو وأفلاطون وميغيل دي ثيربانتس وألكسندر هيرزن وإيمانويل كانط وفيساريون بلنسكي وجورج فيلهلم فريدريش هيغل وفريدريك شيلر وميخائيل باكونين وجورج ساند وإرنست هوفمان وآدم ميتسكيفيتش.
كانت كتاباته تُقرأ على نطاق واسع داخل وخارج موطنه روسيا، وأثّرت على العديد من الكُتّاب الروس وغير الروس منهم جان بول سارتر وفريدريك نيتشه وأنطون تشيخوف وألكسندر سولجنيتسين.

## حياتُه

### أصلُه
| [[ملف:Maria Fyodorovna Dostoyevskaya.jpg\|116px\|والدته ماريا فيودوروفنا دوستويفسكايا | alt=]] |                                    | [[ملف:Mikhail Andreyevich Dostoyevsky.jpg\|116px\|والدته ماريا فيودوروفنا دوستويفسكايا | alt=]] |
| والدته ماريا فيودوروفنا دوستويفسكايا                                                  |        | والده ميخائيل أندريفيتش دوستويفسكي |                                                                                        |        |

كان والِدا دوستويفسكي جُزءاً من عائلة ليتوانية نبيلة مُتعدّدة الأعراق والمذاهب الدينيّة من مدينة بينسك، مع جذور يرجع تاريخها للقرن السادس عشر. وشَمِلت عائلته أفراداً مسيحيين من الكنيسة الروسية الأرثوذكسية، والكنيسة الرومانية الكاثوليكية، والكنيسة الكاثوليكية الشرقية. عائلته من جهة والده كانوا رجال دين، أما من جهة أمه فكانوا تُجّاراً. كان من المتوقّع أن يُصبِح والده ميخائيل كاهناً أيضاً، ولكنّه كسر قاعدة العائلة وفرّ بعيداً.
في عام 1809 التحق ميخائيل دوستويفسكي البالغ من العمر 20 عاماً بأكاديمية موسكو الطبية الجراحية. ومن هناك عُين في مستشفى موسكو، حيث عَمِل طبيبا عسكريا، وفي عام 1818، صار كبير الأطبّاء. وفي 1819 تزوج ماريا نيشاييفا. في العام التالي، تولى وظيفة في مستشفى ماريانسكي للفقراء. وبعد ولادة أول ابنَيه الاثنين ميخائيل وفيودور، رُقي إلى منصب مساعدٍ جامعي، وهو اللقب الذي جَعله من طَبقة النُبلاء ومكّنه من شراء عقار صغير في داروفوي، وهي بلدة تقع على بُعد 150 كم من موسكو، حيث كانوا يستجّمون في الصيف. كان فيودور الابن الثاني لأبويه، رُزقت العائلة بسبعة أبناء آخرين هم ميخائيل (1820-1864) وفارفارا (1822-92) وأندريه (1825-97) وليوبوف (ولد وتوفي عام 1829) وفيرا (1829-96) ونيكولاي (1831-83) وألكساندرا (1835-1889).

### طفولته 1821–1835
ولد فيودور دوستويفسكي في 11 نوفمبر/تشرين الثاني عام 1821 بموسكو، وهو الابن الثاني لوالديه. وترعرع في منزل العائلة قرب مستشفى ماريانسكي للفقراء والذي يُعتَبر حيّاً فقيراً من الطبقة الدنيا على طرف موسكو. كان دوستويفسكي خلال لعبه في حديقة المستشفى يشاهد المرضى المُتألّمين، والذين يُعتَبروا أسوأ المرضى حظاً حيث أنهم من الطبقة الدنيا.
اطّلع دوستويفسكي على الأدب منذ صغره. في الثالثة من عمره، كان قد طالَع الملاحم البطولية والحكايات والأساطير الخرافية، كُلّ هذا كان عبرَ مُربيتِه ألينا فرولوفنا التي أثّرت عليه كثيراً في طفولته. وعندما بلغ الرابعة، قامت أمّه بتدريسه الكتاب المقدس ليتعلم من خلاله القراءة والكتابة. وقد عرّفه والداه بمختلف أنواع الأدب، من ضمنهم الأدباء الروس مثل كرامزين وبوشكين وديرزهافين؛ والأدب القوطي مثل آن رادكليف؛ والأدب الرومانسي لأعمال شيلر وغوته؛ والحكايات البطولية لـ ثيربانتس ووالتر سكوت؛ وملاحم هوميروس. وقد ذكَر دوستويفسكي ذلك، بأن والديه كانا السبب الرئيسي لتعلّقه بالأدب وذلك بسبب قصص ما قبل النوم الذين كانا يقرآنها له. بعض تجارِبه في طفولَته أثّرت على كتاباتِه لاحقاً، عندما كان بالتاسعة من عمره، تعرّضت فتاة للاغتصاب من قِبَل رجلٍ مخمور، تلك الحادثة عَلِقت في ذهنه، وظهر موضوع الرجل الذي يعتدي على الفتيات في الإخوة كارامازوف والشياطين وغيرها من المؤلّفات.
على الرغم من كون جسد دوستويفكسي نحيفاً وغير قوي، فقد وصفه والداه بكونِه متهوّراً وعنيداً ووقحاً. في عام 1833، والد فيودور الذي كان مُتديّناً بطبعه، أرسَله إلى مدرسة داخليّة في فرنسا ومن ثم إلى مدرسة تشيرماك الداخلية. ووُصِفَ هناك بأنه ذو وجهٍ شاحب وانطوائي ورومانسي. ولدفع الرسوم المدرسية، اقترض والده المال ووسّع عمله الطبي الخاص. شعر دوستويفسكي بالخروج من مكانه بين زملائه الأرستقراطيين في مدرسة موسكو، وانعكست التجربة لاحقاً في بعض أعماله، ولا سيما رواية المراهق.

### شبابه 1836–1843

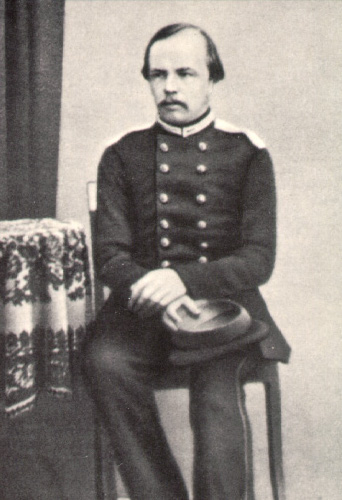
فيودور دوستوفيسكي عام 1859.

في 27 سبتمبر/أيلول من عام 1837، توفّيت والدة فيودور بالسل. وفي مايو/أيار من العام نفسه، أرسَله والداه برفقة أخيه ميخائيل للدراسة في معهد نيكولايف للهندسة العسكرية في مدينة سان بطرسبرغ، فاضّطر بسبب ذلك ترك الدراسة الأكاديميّة والتركيز على مستقبله في تقوية حياته المهنية العسكرية. وقُبِل في المعهد وبدأ بالدراسة فيه في يناير/كانون الثاني 1838، أما أخوه ميخائيل فقد تم رفضه لأسبابٍ صحيّة فانتقل للدراسة في مدينة رفال في إستونيا.
كَرِه فيودور الأكاديمية، وذلك بسبب عدم اهتمامه بالعلوم والرياضيات والهندسة العسكرية وتفضيله للرسم والهندسة المعمارية. كما وصفه صديقه كونستانتين تروتوفسكي مرّة. شخصيّة فيودور واهتماماته جعلت منه شخصاً غريباً بين زملاء دراسته الـ120. وقد أظهر شجاعةً وحسّاً بالعدالة، وحماية للقادمين الجدد، وانحيازاً للمعلّمين منه للطلاب، ونقداً للضُبّاط الفاسدين، ومساعدةً للفلاحين الفقراء. وعلى الرغم من كونِه كان منعزلاً ويعيش في عالمه الأدبي الخاص، إلا أنه كان يلقى احتراماً من زملاءه الطُلّاب، وقد لقّبه الطلاب بأنه الكاهن فوتيوس.
ظهرت علامات الصرع على فيودور لأول مرة عندما عَلِم بوفاة والده في 16 يونيو/حزيران 1839. على الرغم من كونِ مصدر هذه المعلومة ابنته لوبوف التي يعتَبِرها الكثير من المؤرّخين غير موثوقة، وقد عَمِل عليها فرويد فيما بعد. توفّي والده بشكل أساسيّ من سكتةٍ أصابته، بيدَ أن جاره بافل كلوشانتسيف ادّعى أنه مات مقتولاً من قِبَل أقارِبه، وفي حال تم إثبات التهمة بأنّه قُتِل، كاد كلوشانتسيف ليستطيع شراء الأراضي التي تم إخلاؤها، وقد انتهت القضية بتكذيب الادّعاء في محاكمة في تولا، ولكن شقيقه أندريه دافع عن القصة. ، بعد وفاة والده أكمَل فيودور دراسته وتخرّج من الأكاديمية وأعطيَ لقب مهندس عسكري، مما خوّله الذهاب والعيش بعيداً عن الأكاديمية. فذهب وزار أخوه ميخائيل في رافل، وحضر المسرحيات وعروض الأوركسترا والباليه. وخلال تلك الفترة اثنين من أصدقاءه عرّفوه على المقامرة.
في 12 أغسطس/آب 1843، عَمِل فيودو مُهندساً ملازماً وعاش مع أدولف توتليبن في شقة يملكها الدكتور ريسنكامف، وهو صديق ميخائيل. وصفه ريسنكامف بقوله: «ليس أقل لطفاً أو أقل تهذيباً من أخوه، ولكن عندما لا يكون في مزاج جيّد كثيراً ما يُحدّق في الفراغ، وينسى الأخلاق الفاضلة، بل وأحياناً يصل لدرجة الوقاحة وفقدان وعيه بذاته». في ذلك العام أنهى فيودور أولى أعماله الأدبية، وقد كانت ترجمة لرواية أوجيني غراندي من تأليف أونوريه دي بلزاك، وقد نُشِرت في عدد شهر يونيو/حزيران ويوليو/تموز في مجلّة Repertoire and Pantheon. تَبِعها عددٌ من الترجمات غير الناجحة، وصعوباته الماليّة قادته في البدء لامتهان كتابة الروايات.

### حياته المهنية المُبكّرة 1844–1849

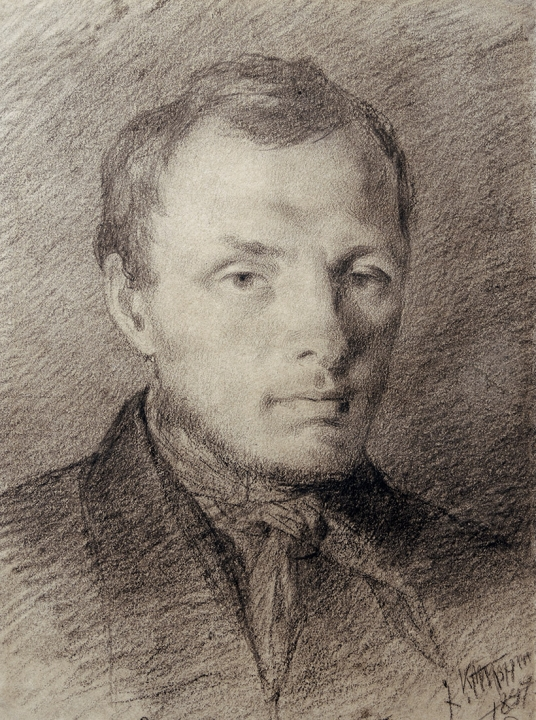
دوستويفسكي عام 1847.

أنهى فيودور دوستويفسكي روايته الأولى المساكين في مايو/أيار 1845 بعد عامَين من نشر ترجمته الأولى لـِ بلزاك. صديقه ديمتري غريغوروفيتش، الذي كان زميله في السكن في ذلك الوقت، أخذَ النُسخة الأولية للشاعر نيكولاي نيكراسوف مدير تحرير مجلة Sovremennik،  وهو بدوره عرضها على الناقد الأدبي ذو التأثير فيساريون بلنسكي. وقد وصفها بلنسكي بكونها أول رواية اجتماعية روسيّة. صدرت المساكين في 15 يناير/كانون الثاني 1846 كجزءٍ من مجموعة دوريّة سانت بطرسبرغ ولاقت نجاحاً تجارياً.
أدرك فيودور أن مهنته العسكرية ستعرض حياته الأدبية المزدهرة الآن للخطر، لذلك كتب خطاباً يطلب فيه الاستقالة من منصبه. بعد فترة قصيرة، كتب روايته الثانية الشبيه ونُشِرت في مجلة Notes of the Fatherland في 30 يناير/كانون الثاني 1846، قبل أن تُنشَر في فبراير/شباط من العام نفسه. وفي الوقت نفسه، تعرّف دوستويفسكي على الاشتراكية وأفكارها من خلال قراءته للمفكرين الفرنسيين مثل فورييه وكابيه وبرودون وسايمون. وخلال معرفته بـ بلنسكي توسّع في فلسفة الأفكار الاشتراكية. وكان مُنجذباً لمنطق الاشتراكية، والحس بالعدالة واهتمامها بالفقراء المُعدَمين والمحرومين. وقد توتّرت علاقته مع بلنسكي بشكل متزايد خاصّة بعد إفصاحه بكونِه ملحداً مما يتعارض مع معتقدات فيودور الأرثوذكسية الروسية، ولكن في نهاية الأمر تقبّله.
لاقت رواية الشبيه بعد نشرها نقداً سلبيّاً، وكانت صحّة فيودور تزداد سوءاً ونوبات الصرع أكثر من ذي قبل، ولكنّه واصل الكتابة. خلال الفترة من 1846 إلى 1848 أصدر عدّة قصص قصيرة نُشِرت في مجلة حوليات أرض الآباء؛ من هذه الروايات السيد بروخارشين وربة البيت وقلب ضعيف والليالي البيضاء. تلك القصص لم تلقَ نجاحاً ومعظمها قوبلت بآراء مختلفة، مما أوقع فيودور في مشاكل ماليّة مرة أخرى، لذلك انضمّ إلى رابطة بيتيكوف الاشتراكية الطوباوية التي ساعدته للنجاة من حالته البائسة. عندما انتهت الرابطة، كان فيودور قد صادق أبولون مايكوف وشقيقه فاليريان مايكوف. وفي 1846، وبتوصية من الشاعر أليكسي بليششيف انضمّ إلى رابطة بيتراشيفسكي التي أسّسها ميخائيل بيتراشيفسكي الذي طالب بإصلاحات في المجتمع الروسي. كتب ميخائيل باكونين مرة إلى ألكسندر هيرزن يصف أن المجموعة كانت: «أكثر رابطة عديمة الضرر» وأعضائها كانوا «معارضين مُنظّمين لجميع الأهداف والمعاني الثورية». واستخدم فيودور مكتبة الرابطة يومَي السبت والأحد، وشاركَ في بعض الأحيان في المناقشات التي تتم بشأن التحرر من الرقابة وإلغاء العبودية.
في 1849 نُشِر الجزء الأول من رواية نيتوتشكا نزفا نوفنا في المجلة، وقد كان يُخطّط لها منذ عام 1846، ولكن نفيه أنهى المشروع. ولم يحاول إكمال الرواية بعد ذلك.

### النفي إلى سيبيريا 1849–1854

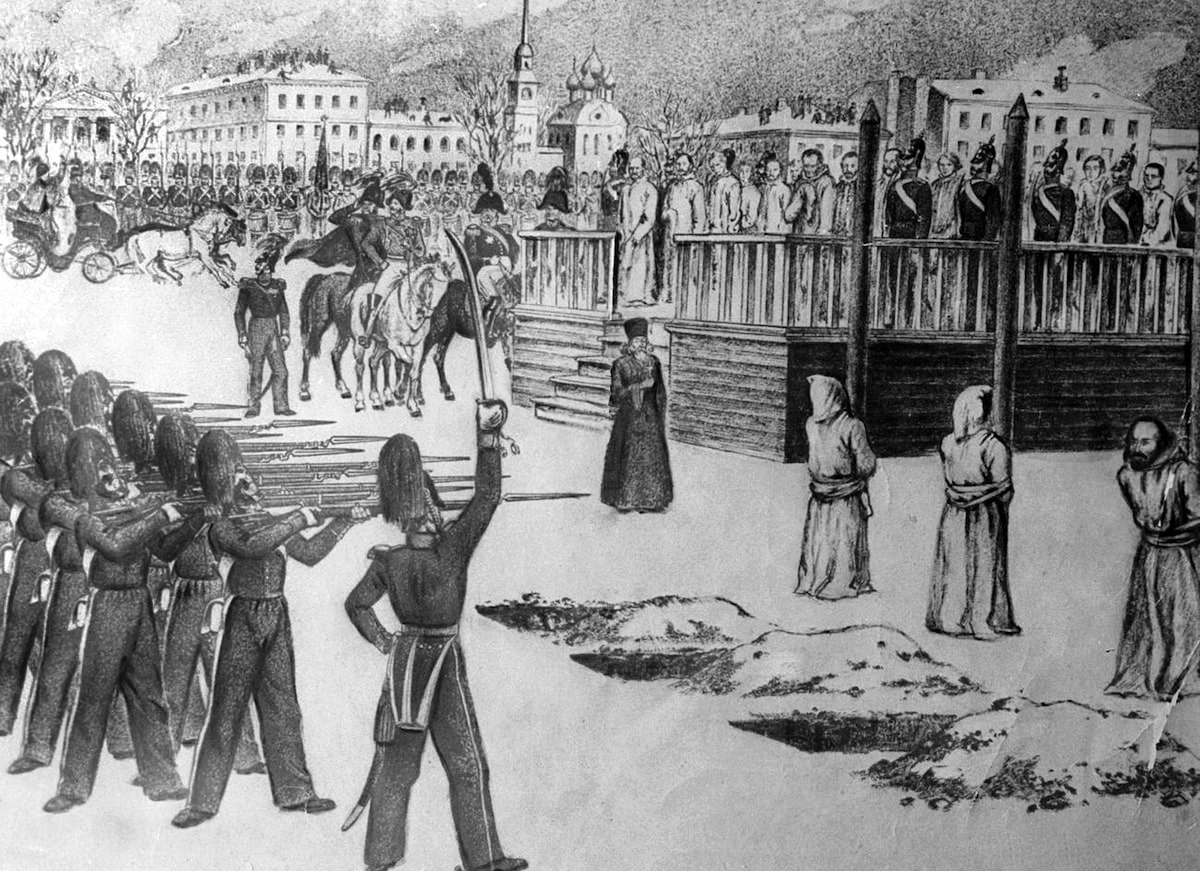
رسم توضيحي تَخيُّلي لإعدام أعضاء مجموعة بيتراشيفسكي.

كانت رابطة بيتراشيفسكي مجموعَة مناقشة أدبيّة فكريّة تُناقش قضاياها المُعاصرة في ذلك الوقت بشكلٍ شبه سرّي. وضمن المجموعة مُهندسين وأطباء وكُتّاب ومعلمين وطُلّاب ومسؤولين حكوميين وضبّاطٍ في الجيش. وقد اختَلفوا في وجهات نظرهم السياسية، بيد أن مُعظَهم كانوا مُعارضين للاستبداد القيصري والعبودية الروسية. قام أعضاء المجموعة باستنكار وتنديد أفعال إيفان ليبراندي وهو مسؤول في وزارة الشؤون الدولية. وقد اتُهمِ دوستويفسكي بقراءة الكتب والأعمال المحظورة والمساعدة في نشرها وتعميمها، بالأخص كتاب بلنسكي رسالة إلى غوغول. وكيل الحكومة والرجل الذي كتب تقريراً عن المجموعة، ذكر في بيانِه أنهم دائماً ما ينتقدون السياسة الروسيّة والدين. وقد ردّ فيودور عن هذا الادّعاء بقولِه أنه كان يقرأ مقالاتٍ وحسب وهي تتحدّث عن الشخصيّة والأنانية البشرية بشكلٍ عام وليس عن السياسة. في النهاية اعتُقِلَ هو وأعضاء المجموعة المُتآمرون على حدّ وصف الحكومة في 23 أبريل/نيسان 1849 بناءً على طلب الكونت أ. أورلوف وأمر القيصر نيكولاي الأول خوفاً من تَبِعات ثورة 14 ديسبمر في روسيا وثورات الربيع الأوروبي عام 1848. وقد احتَجِزَ الأعضاء في معقل بيتر وبول والتي كانت بدورها تضمّ أخطَر المُدانين.
استمرّت القضيّة محل تحقيق لأربع شهور من قبل لجنة تحقيق برئاسة القيصر مع الجنرال ايفان نابوكوف وعضو مجلس الشيوخ الكونت بافيل جاجارين والكونت فاسيلي دولجوروكوف والجنرال ياكوف روستوفتسيف ووالجنرال ليونتي دوبيلت رئيس الشرطة السرية. وحكموا على أعضاء المجموعة بالإعدام بإطلاق النار، وأُخِذَ السجناء إلى سيميونوف بلاس في سان بطرسبرغ لتنفيذ الحكم في 23 ديسمبر/كانون الأول 1849 حيث انقسموا إلى مجموعات من ثلاثة أفراد، وكان دوستويفسكي الثالث في الصف الثاني وبجانبه وقف بليششيف ودوروف جاهزين للإعدام. ولكن في آخر لحظة وقبل تنفيذ الحكم بحقهم صدر مرسوم قيصري يقضي باستبدال الإعدام بأربعة أعوام من الأعمال الشاقة في مقاطعة اومسك بسيبيريا.
خدم فيودور أربع سنين من السجن والأعمال الشاقة في معسكر سجن كاتورغا في أومسك في سيبيريا، تليها فترة الخدمة العسكرية الإلزامية. وبعد رحلة مدتها أربعة عشر يوماً وسط العواصف والثلوج، وصل السجناء إلى توبولسك المحطّة التي يرتاح فيها السُجناء، كانوا بائسين مُعدَمين، وحاول فيودور مواساتِهم، مثل إيفان ياسترزيمبسكي الذي فوجئ بطيبة دوستويفسكي وتخلى عن قراره بالانتحار. وفي توبولسك، تلقوا الأعضاء الطعام والملابس من النساء اللاتي كُنّ هناك، فضلاً عن عدة نسخ من العهد الجديد مع ورقة نقدية من عشرة روبل داخل كل نسخة. وبعد أحد عشر يوماً، وصل السجناء إلى أومسك وكان مع فيودور عضوٌ واحد من أعضاء رابطة بيتراشيفسكي هو الشاعر سيرغي دوروف. بعد سنين شرح دوستويفسكي إلى أخيه المعاناة التي تعرض لها ووصف له الثكنات العسكرية المتداعية:
وقد كانَ فيودور يُعتَبر من أخطر المُدانين، حيث كانت يديه وقدميه مقيدتين حتى تاريخ إعتاقه. ولم يسمح له إلا بقراءة كتاب العهد الجديد. وبالإضافة لنوبات الصرع التي كانت تأتيه، فقد أُصيبَ كذلك بالبواسير، وفقدان الوزن، وحمّى قوية. وكان رائحة المرحاض منتشرة بأرجاء المبنى، حيث كان هناك حمامٌ واحد يستخدمه أكثر من 200 شخص. كان فيودور يُنقَل للمشفى بين الحين والآخر حيث يتمكّن من قراءة الصحف الإخبارية وقراءة روايات ديكنز. وقد نال احترام معظم السجناء، واحتقار بعضهم الآخر بسبب تصريحات كراهيته للأجانب واليهود.

### الخروج من السجن وزواجه الأول 1854–1866
بعد إطلاق سراحه في 14 فبراير/شباط 1854، أرسل فيودور لأخيه ميخائيل طالباً منه مساعدةً ماليّة، وأن يُرسِل له كتب ومؤلّفات كل من فيكو وجيزو ورانكه وهيغل وكانت. وقد وصف حياته وهو يقضي حكم الأعمال الشاقة في روايته بيت الموتى التي صدرت في 1861 في مجلّة الزمان وتُعتَبر أول رواية تتناول السجون الروسية والسجناء موضوعا لها. لم تنته محكوميّة فيودور عند هذا الحد، فقد أُجبِر على الخدمة العسكرية والعمل في فيلق الجيش السيبيري من كتيبة الخط السابع، وقبل رحيلِه إلى سيميبالاتينسك حيث سيخدم هناك، التقى مع الجغرافي بيوتر سيميونوف والإثنوغرافي شوكان واليخانولي. وفي نوفمبر/تشرين الثاني 1854 التقى البارون الكسندر إيغوروفيتش رانجل، وهو أحد الذين حَضروا عملية الإعدام الزائفة. وقد استأجر كلاهما منزل في حديقة القوزاق خارج سيميبالاتينسك. وقد وصف رانجل فيودور في تلك الفترة بأنه: «بدا عابساً مُتهجّماً، وجهه الشاحب مغطّى بالنمش ... كان متوسّط الطول، وينظر إليّ نظرة حادّة ثاقبة بعيونه الزرقاء الرماديّة تلك، كان كما لو كان يحاول النظر في روحي واكتشاف أي نوع من الرجل كنت.»
خلال خدمته في سيميبالاتينسك، أعطى فيودور دروساً خصوصيّة للعديد من الأطفال، وتواصَل مع عدد من عائلات الطبقة العليا، بما في ذلك أسرة المقدم بيليكوف الذي كان يدعوه لقراءة مقاطع من الصحف والمجلات. وخلال زيارته لعائلة بيليكوف، التقى دوستويفسكي عائلة الكسندر ايفانوفيتش إساييف وماريا دميتريفنا إيساييفا ووقع في حبّها. عُيّن ألكسندر ايزايف في وظيفة جديدة في كوزنتسك وتوفّي هناك في أغسطس/آب 1855. انتقلت ماريا وابنها الوحيد مع فيودور إلى بارناول. وقد حصل بطريقة ما على تصريح له بالزواج ونشر الكتب، بيد أنه سيبقى تحت مراقبة الشرطة لبقية حياته. تزوجت ماريا دوستويفسكي في سيميبالاتينسك في 7 فبراير/شباط 1857، على الرغم من أنها رفضت في البداية اقتراح زواجه، وذكرت أنه لا يعني لها شيئاً، وأن وضعه المالي السيئ يحول دون ذلك. كانت حياتهما بشكلٍ عامٍّ معاً غير سعيدة، فقد كانت تجد صعوبة في التعامل مع نوباتِه التي تزداد بمرور الوقت. وفي وصفٍ لعلاقته معها، كتب فيودور: «بسبب شخصيّتها الغريبة والمرتابة والرائعة، لم نكن سُعداء معاً، ولكن لم يتوقّف الحب بيننا. وكلّما كنا أكثر تعاسة، كان الحب بيننا يزداد قوة». في عام 1859، خرج من الخدمة العسكرية بسبب تدهور صحّته، وسُمِحَ له للعودة إلى روسيا، فعاد بدايةً إلى تفير حيثُ التقى بأخيه لأول مرة منذ 10 سنوات، ثم توجّه لسانت بطرسبرغ.

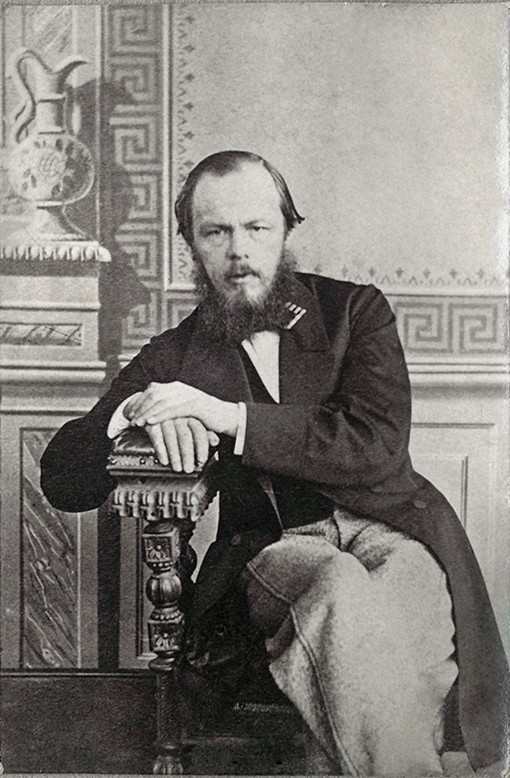
فيودور دوستويفسكي في باريس عام 1863.

خلال فترة اعتقاله، كتب فيودور قصة واحدة كاملة فقط، وهي بطل صغير ونُشِرت في مجلة. حلم العم وقرية ستيبانشيكوفو لم تنشر حتى عام 1860. كما نُشِر في ذلك العام رواية بيت الموتى كذلك في مجلة Russky Mir. لتليها رواية مذلون مهانون التي تُشِرت في مجلة فريميا الجديدة، المجلّة التي كانت من تحرير فيودور نفسه ومن تمويل وشراكة أخيه ميخائيل.
سافَر فيودور إلى أوروبا الغربيّة لأول مرة في 7 يونيو/حزيران 1862، زار خلالها كولونيا، وبرلين، ودرسدن، وفيسبادن، بلجيكا، وباريس، ولندن. وقد قابل ألكسندر هيرزن في لندن وزار قصر الكريستال. وسافر مع نيكولاي ستراخوف في سويسرا مروراً بالعديد من مدن شمال إيطاليا بما فيها تورينو وليفورنو وفلورنسا. وقد دوّن انطباعاته عن تلك الرحلة في ذكريات شتاء عن مشاعر صيف، حيث انتقد في تلك المقالة الرأسمالة والتحديث والمادية والكاثوليكية والبروتستانتية، وظهر فيها مُقدِّمات أهم مبادئ فلسفته التي خلَّدها برواياته لاحقاً.
بدءاً من أكتوبر/تشرين الأول 1863، بدأ فيودور رحلةً أخرى إلى أوروبا الغربية. وقابل حبيبته الثانية بولينا سوسلوفا في باريس، وخسر تقريباً كُل أمواله التي راهن عليها في المقامرة في فيسبادن وبادن بادن. في عام 1864 توفيت زوجته ماريا وشقيقه ميخائيل، وأصبح دوستوفيسكي الوالد القانوني الوحيد لابن زوجته، والمنفق الوحيد لعائلة شقيقه. بعد فشل مجلّة Epoch التي أسّسها مع شقيقه وذلك بعد منع مجلة فريميا، ساء وضع فيودور المالي، وكان يحصل على مساعدات بسيطة من أقاربه وأصدقاءه منعاً للإفلاس الكامل.

### زواجه الثاني وشهر العسل 1866–1871
```
نُشِر الجزءان الأولان من 
الجريمة والعقاب
ا في يناير/كانوان الثاني وفبراير/شباط على التوالي في 1866 في دورية 
الرسول الروسي
. مما أضاف على الأقل خمس مائة مشترك جديد للدورية.
[
72
]
[
73
]
```

عاد فيودور إلى سان بطرسبرغ في منتصف سبتمبر/أيلول، وقابل رئيس التحرير فيودور ستيلوفسكي ووعده بأنه سيكمل المقامر وهي الرواية القصيرة التي كتبها عن مشاكل إدمان القمار. اقترح أحد أصدقاءه عليه توظيف سكرتيرة لديه، فتواصل فيودور مع بافل أليخين وهو كاتِبٌ اختزالي الذي أوصى بتلميذته البالغة عشرين عاماً آنا غريغوري سنيتكينا، وساعدته على إنهاء المقامر خلال 26 يوماً من العمل. تُعتَبر آنا من أهم المؤرّخين لحياة فيودور، حيث أصدرت كتابين اثنين لحياته.
تقول هي في مذكراتها، أن فيودور شاركها في حبكة رواية جديدة تخيليه، كما لو أنه كان يحتاج إلى نصحها في فهم نفسية الأنثى. في تلك الرواية، رسام كبير في السن يتقدم لخطبة فتاة صغيرة كان اسمها آنيا. سألها فيودور عما إذا كان من الممكن لفتاة صغيرة في السن مختلفة في الشخصية أن تقع في حب رسام. أجابت آنا أن ذلك ممكن جداً. ومن ثم قال فيودور لآنا: «ضعي نفسكِ في مكانها للحظة. تخيلي أني أنا الرسام، أنا أعترف وأطلب منك ان تكوني زوجتي. ماذا سيكون جوابك؟» أجابت آنا: «سأجيب بأني أحبك وسأحبك للأبد».

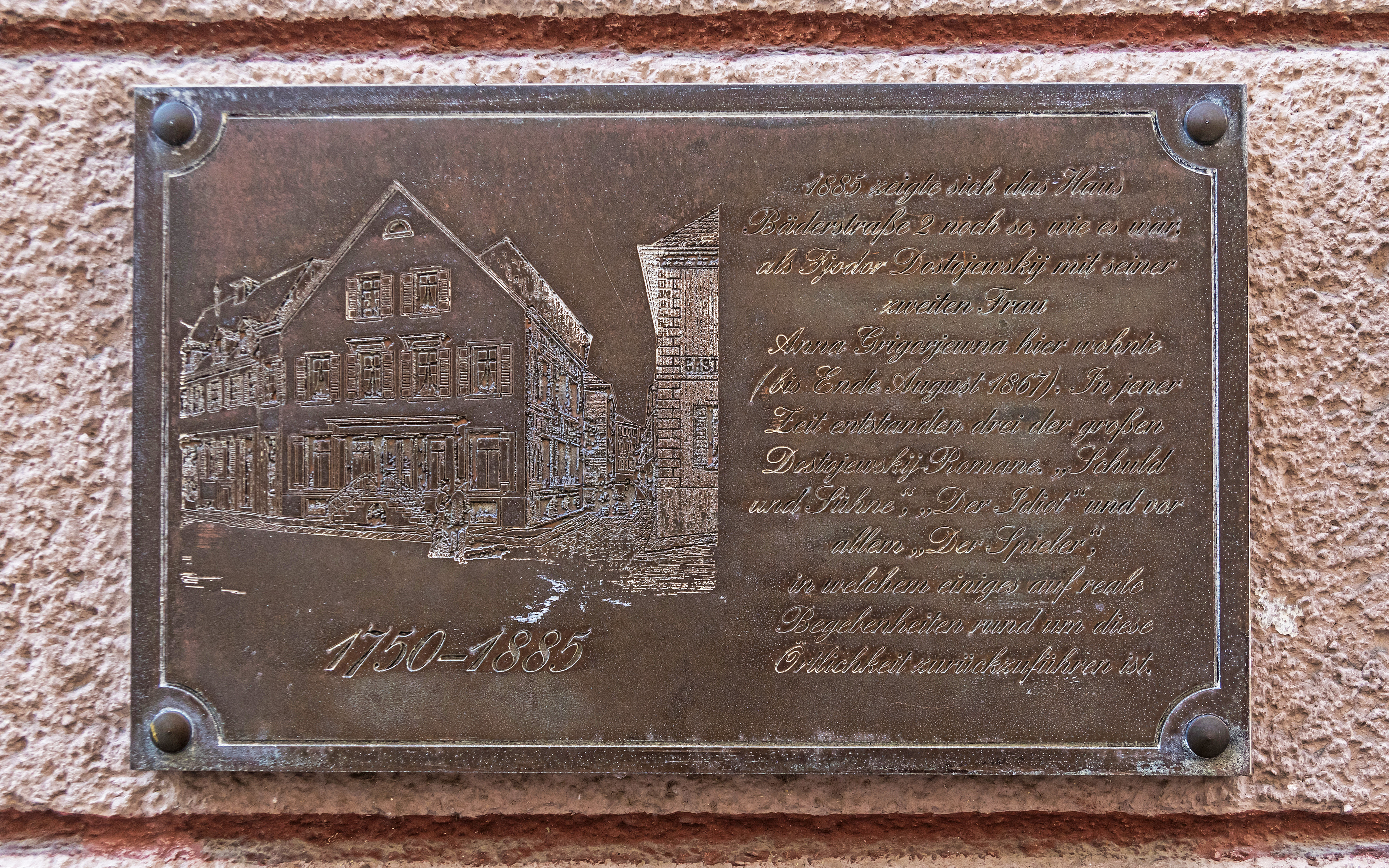
لوحة تذكاريّة لدوستويفسكي في بادن بادن الألمانية.

في 15 فبراير/شباط 1867 تزوج دوستويفسكي سنيتكينا. كان ذلك في كاتدرائية الثالوث في سانت بطرسبرغ. لم تُغطّ سبعة آلاف روبية التي وفرها دوستويفسكي من الجريمة والعقاب ديونهم، مما دفع آنا لبيع ممتلكاتها الثمينة. في 14 أبريل/نيسان 1867، بدآ شهر عسلٍ متأخر في ألمانيا بالمال الذي كسبوه من البيع.
أقاما في برلين، وزارا معرض جيمالديغاليري ألت مايستر في درسدن. كانت تلك الزيارة محلّ إلهامٍ لكتاباته. وأكملا رحلتهما عبر ألمانيا وزارا فرانكفورت ودارمشتات وهايدلبرغ وكارلسروه.
وقضيا خمسة أسابيع في بادن بادن حيث تشاجر هناك مع إيفان تورغينيف ومرة أخرى خَسِر معظم أمواله في لعب الروليت.
في سبتمبر/أيلول 1867، بدأ فيودور العمل على الأبله، وبعد قضاءه فترة طويلة للتخطيط بحبكة الرواية، تمكّن من كتابة أوّل مائة صفحة في ثلاثة وعشرين يوماً فقط، وبدأت تُنشر في مجلة الرسول الروسي في يناير 1868.
انتقلا بعد بادن بادن إلى جنيف وعاشا فيها لأكثر من سنة، وعمل فيودور بجد لإستعادة ثروته. في 22 فبراير/شباط 1868 ولدت ابنتهما الأولى صوفيا، ولكنها توفّيت بالالتهاب الرئوي بعد ثلاثة أشهر في 22 مايو. ثم غادرا جنيف متوجّهين نحو فيفي ثم إلى ميلانو قبل أن يواصلا سيرهما إلى فلورنسا، حيث أنهى رواية الأبله هناك في يناير 1869. ونُشِرت في المجلة في فبراير/شباط 1869. في 26 سبتمبر/أيلول 1869، في مدينة درسدن، رزقا بإبنتهما الثانية، والتي أسموها لوبوف دوستويفسكي. وقد تخلص فيودور دوستويفسكي من إدمانه للقمار بعد ولادة ابنته الثانية.
بعد أن سمع أنباءا أن جماعة الثورية الاشتراكية قتلت أحد أعضائها وهو إيفان إيفانوف، في 21 نوفمبر 1869، بدأ دوستويفسكي كتابة الشياطين. في 1871، سافرت المجموعة بالقطار إلى برلين. في النهاية عادت العائلة إلى سانت بطرسبرغ في 8 تموز/يوليو، وهو ما يمثل نهاية شهر العسل الذي كان من المقرر أن يستغرق ثلاثة شهور ولكنه استغرق أكثر من أربع سنوات.

### العودة إلى روسيا 1871–1875
بالعودة إلى روسيا إلى سانت بطرسبرغ عام 1871، واجهت العائلة من جديد مشاكِلَ ماليّة فاضّطروا لبيع ممتلكاتهم المُتبقية. في ذلك العام في 16 يوليو/حزيران، وُلِدَ الابن الثالث فيودور، ثم انتقلوا بعد ذلك بفترة للسكن في شقة بقرب المعهد التكنولوجي. وقد أَمِلوا بانتهاء ديونهم عن طريق بيع بيتهم في بيسكي، إلا أن انخفاض سعر العقار في ذلك الوقت أدّى لانخفاض سعر البيت، واستمرّت المشاكل مع الدائنين. واقترحت آنا جمع أموال حقوق الطبع والنشر لزوجها والتفاوض مع الدائنين لتسديد ديونها على أقساط.
قوّى دوستويفسكي صداقاته مع مايكوف وستراخوف وكوّن علاقات ومعارف جديدة، بما في ذلك سياسي الكنيسة تيرتي فيليبوف والإخوين الروائي فسيفولود والفيلسوف فلاديمير سولوفيوف. وقد أثر كونستانتين بوبيدونوستسيف، المفوض السامي الإمبراطوري المستقبلي للمجمع المقدس، على تطور وتقدّم دوستويفسكي السياسي لمبادئ المحافظين. وفي أوائل 1872، قضت الأسرة عدّة أشهر في ستارايا روسا وهي مدينة سياحيّة معروفة بمياهها المعدنيّة. وقد تأخر دوستوفيسكي في عمله بسبب وفاة شقيقة آنا إما بالملاريا أو التيفوس.

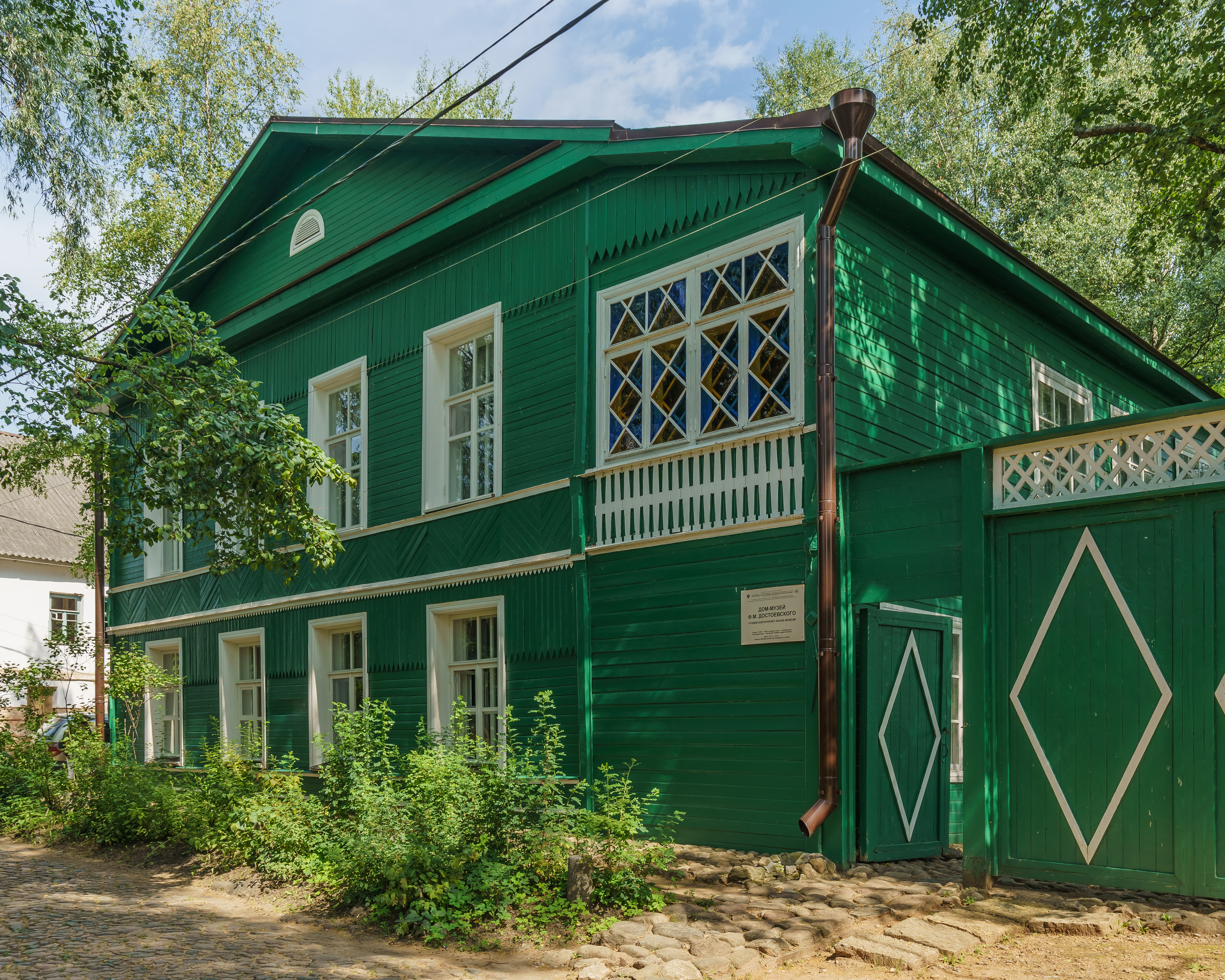
منزل دوستويفسكي في ستاريا روسا.

أنهى دوستويفسكي كتابَة الشياطين في 26 نوفمبر/تشرين الثاني، وكانت الأسرة قد عادت إلى سانت بطرسبرغ سابقاً في سبتمبر، وقد صدرت الشياطين من قِبَل «شركة دوستويفسكي للنشر» التي أسّسها مع زوجته. كانت الطباعة تتم في شقّتهم، وكانوا لا يقبلون سوى المدفوعات النقدية المباشرة، وقد نجح عملهم هذا وباعوا حوالي 3000 نسخة من الرواية حيث أدارت آنا الشؤون المالية. واقترح فيودور إنشاء مجلّة جديدة تُسمّى مذكرات كاتب وتتضمن مجموعة مقالات، بيد أنّهم لم يستطيعا تحمّل كلفتها، فاتّفق فيودور مع الناشر والروائي فلاديمير ميششيرسكي على نشر المقالات في مجلة المواطِن بدءاً من يناير/كانون الثاني 1873 مقابل 3000 روبلة سنوياً. في صيف 1873، عادت آنا إلى ستارايا روسا مع الأطفال، وبَقي فيودور في سانت بطرسبرغ يعمل على المذكرات.
في مارس/آذار 1874، ترك فيودور مجلة المواطِن بسبب ضغط العمل الذي واجهه، وبسبب تدخل الحكومة الروسية البيروقراطية. وخلال الـ15 شهراً التي قضاها في المجلّة، استُدعيَ لبلاط الحاكم مرّتين، في 11 يونيو/حزيران 1873 للإشارة إلى الأمير مشرشكي دون إذن، والثانية في 23 مارس/آذار 1874.
عرض دوستويفسكي بيع رواية جديدة لم يبدأها بعد لمجلّة الرسول الروسي ولكنّهم رفضوا. وقد اقترح عليه نيكولاي نيكراسوف نشر مذكّراته في مجلة وطن الآباء،  وقال أنّه سيحصل على 250 روبلة عن كل مقال، وهو أكثر بـ100 روبلة مما كان سيجنيه في مجلة الرسول الروسي وهذا ما حدث. بدأت صحّة فيودور بالتدهور في ذلك الوقت، ونصحه أطباء سانت بطرسبرغ بالخروج من المدينة للعلاج فهو غير متوفر فيها. وفي يوليو/حزيران تقريباً، التقى بطبيبٍ في إمس شخّص حالته بأن لديه التهاباً في القناة التنفسية. بدأ رواية المراهق، وعاد إلى سانت بطرسبرغ في أواخر يوليو.
اقترحت آنا قضاء الشتاء في ستارايا روسا ليرتاح فيودور هناك، على الرغم من أن الأطباء قد اقترحوا زيارة ثانية إلى إمس لأن صحته قد تحسنت سابقا هناك. في 10 أغسطس/آب 1875 ولد ابنه أليكسي في ستارايا روسا، وفي منتصف سبتمبر عادت الأسرة إلى سانت بطرسبرغ. أنهى روايته المراهق في أواخر عام 1875 وكانت بعض أجزاءها نُشِرت مسبقاً في مجلة Notes of the Fatherland في يناير من نفس العام. يتمحور سرد الرواية حول العلاقة بين الابن وأبيه والصراع بينهما، خاصةً الصراع الفكري، الذي يُمثِّل المعركة بين الفكر الروسي التقليدي في الأربعينيات من القرن التاسع عشر والفكر العدمي الصاعد بين الشباب الروسي في الستينيات وهو الموضوع الذي تكرّر في أعمال دوستويفسكي اللاحقة.

### سنواته الأخيرة ووفاته 1876–1881

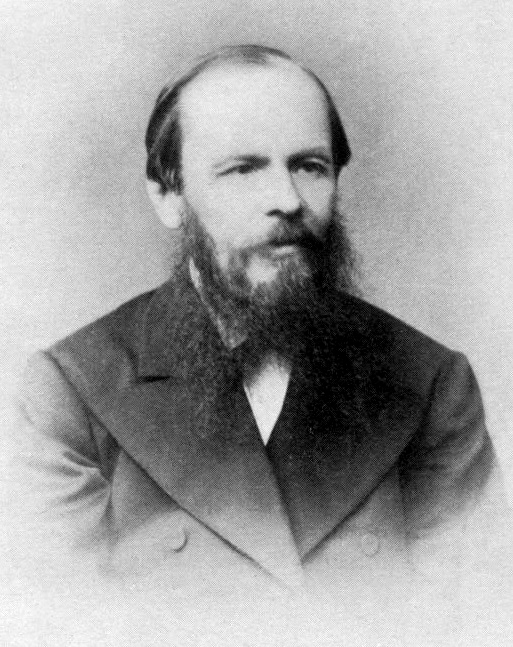
فيودور دوستويفسكي عام 1876.

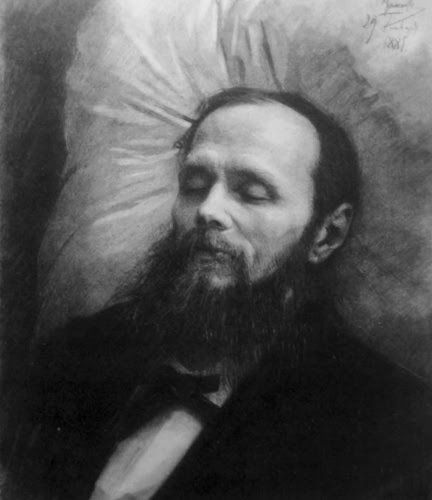
دوستويفسكي على نعشه عام 1881، اللوحة من رسم إيفان كرامسكوي.

في أوائل عام 1876، واصل دوستويفسكي العمل على مذكراته. تضمن الكتاب العديد من المقالات والقصص القصيرة عن المجتمع والدين والسياسة والأخلاق. باعت المجموعة أكثر من ضعف عدد نسخ كتبه السابقة. وقد راسله عدد من القُرّاء أكثر من أي وقتٍ مضى، وزاره الناس من جميع الطبقات والأعمار والمهن، وزادت شهرته في كامل روسيا. وبمساعدة من شقيق آنا، اشترت الأسرة منزلاً في ستارايا روسا. في صيف عام 1876، بدأ دوستويفسكي يُعاني من ضيق في التنفس مرة أخرى. وقد زار إمس للمرة الثالثة وأخبره الطبيب أنه قد يعيش لمدة 15 عاماً آخر في حال انتقل لبيئة صحيّة أكثر. وعندما عاد إلى روسيا، طلب القيصر ألكسندر الثاني من دوستويفسكي زيارة قصره لمناقشة واستعراض مُذكّراته، كما طلب منه المكوث وتأديب وتعليم ابنَيه سيرغي وبولس. زادت هذه الزيارة من معارِف فيودور، وكان ضيفاً معتاداً في العديد من الصالونات الأدبية في سانت بطرسبرغ والتقى العديد من الناس الشهيرة، بما في ذلك الأميرة صوفيا تولستايا والشاعر ياكوف بولونسكي وسيرجي ويت والناشر والصحفي أليكسي سوفورين وأنتون روبنشتاين وإيليا ريبين.
تدهورت صحّة فيودور أكثر فأكثر، وفي مارس/آذار 1877 أصابته أربعة نوبات صرع. وبدلاً من العودة إلى إمس، زار مالي بريكول وهي مزرعة بالقرب من كورسك. أثناء عودته إلى سان بطرسبرغ لإنهاء مذكراته توقّف قليلاً في بلدة داروفوي المكان الذي نشأ فيه. وفي ديسمبر/كانون الأول من نفس العام، حضَر جنازة نيكراسوف وألقى خطبة التأبين الرئيسية، والتي أكد فيها أن نيكراسوف كان أعظم شاعر روسي منذ ألكسندر بوشكين وميخائيل ليرمنتوف. وقد عُيّن عضواً فخرياً في الأكاديمية الروسية للعلوم، وحصل على شهادة فخرية منها في فبراير/شباط 1879. انتقلت العائلة لاحقاً إلى الشقة التي كتب دوستويفسكي فيها أعماله الأولى. وفي تلك الفترة، انتخب عضواً في مجلس إدارة الجمعية السلافية الخيرية في سانت بطرسبرغ. وفي ذلك الصيف، انتخب عضواً في اللجنة الفخرية لرابطة ليترير وأرتيستيك إنترناتيونال والتي تضمّ أعضاءً مثل فكتور هوغو وإيفان تورغينيف وبول فون هايس وألفريد تنيسون وأنتوني ترولوب وهنري وادزورث لونغفيلو ورالف والدو إمرسون وليو تولستوي. وقد كانت زيارة دوستويفسكي الرابعة والأخيرة لـِ إمس في أوائل أغسطس/آب 1879. وشُخّص بأن لديه انسداداً رئوياً مزمناً، وقد اعتقد طبيبه بإمكانية علاجه، ولكن لم يتم ذلك.

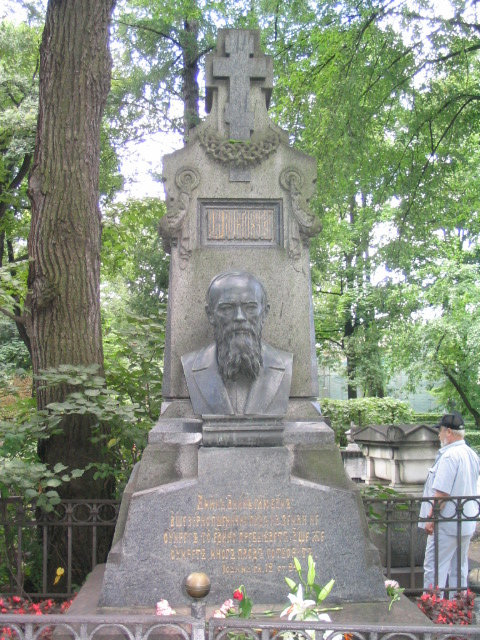
قبر دوستويفسكي في مقبرة دير القديس ألكسندر نيفسكي.

في 3 فبراير/شباط 1880، انتُخِب دوستويفسكي نائباً لرئيس الجمعية السلافية الخيرية، ودعي لإلقاء خطاب في الكشف عن نصب بوشكين التذكاري في موسكو، وهو الخطاب الذي ألقاه على شرف الشاعر الروسي ألكسندر بوشكين. وقد ألقى خطابه في 8 يونيو/حزيران وكان له أثر عاطفي كبير لدى المستمعين بسبب أداءه، وقد قوبِلَ خطابه بتصفيق حار، وحتّى منافسه التقليدي تورغينيف أثنى عليه. وقد نشر الكاتب كونستانتين ستانيوكوفيتش مقالاً بعنوان «ذكرى بوشكين وخطاب دوستويفسكي» في مجلة Delo وقال فيها: «لغة دوستويفسكي [في الخطاب] لغةٌ خطابيّة حقيقيّة، يتكلّم بلهجة وثقة رسول مُرسَل، بلغةٍ عميقةٍ وصادقة، استطاع من خلالها إيصال المشاعر للمستمعين». انتُقِدَ الخطاب لاحقاً من قِبَل عالم السياسة الليبرالية ألكسندر غرادوفسكي الذي وصف دوستويفسكي بأنه معبود الشعب، والمفكر المحافظ كونستانتين ليونتيف الذي قارن الخطاب بالاشتراكية اليوتوبية الفرنسية في مقاله «حب عالمي». أدى ذلك النقد الحاد لازدياد حالته سوءاً.
في 26 يناير/كانون الثاني 1881، عانى فيودور تمزّقاً رئوياً حاداً. كان ذلك بعدَ يومٍ من القبض على جار دوستويفسكي الذي انتمى لمنظّمة نارودنايا فوليا التي قامت باغتيال القيصر ألكسندر الثاني. وبعدَ نزفٍ ثانٍ، تواصلت زوجته آنا مع الأطباء الذين لم يفهموا علّته، ثُمّ تَبِع ذلك نزيف ثالث بوقت قصير.

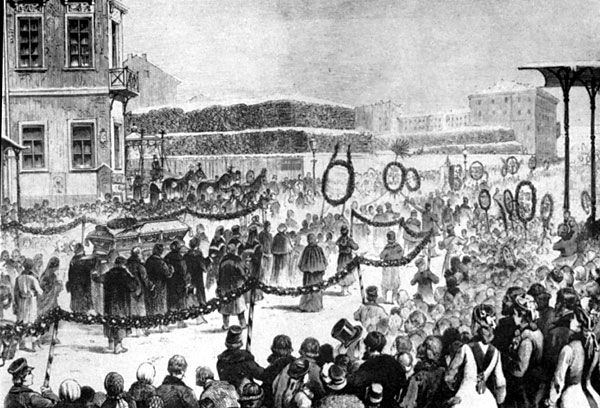
جنازة دوستويفسكي.

فارَق فيودور دوستويفسكي الحياة في 9 فبراير/شباط 1881 مُتأثّراً بمرضه. وكانت آخر كلماته ما اقتَبسه من إنجيل متى الإصحاح 3: 14-15 «وَلكِنْ يُوحَنَّا مَنَعَهُ قَائِلاً: «أَنَا مُحْتَاجٌ أَنْ أَعْتَمِدَ مِنْكَ، وَأَنْتَ تَأْتِي إِلَيَّ!». فَأَجَابَ يَسُوعُ وَقَالَ لَهُ: «اسْمَحِ الآنَ، لأَنَّهُ هكَذَا يَلِيقُ بِنَا أَنْ نُكَمِّلَ كُلَّ بِرّ». حِينَئِذٍ سَمَحَ لَهُ.»  وعندما توفّي وُضِعت جثّته على الطاولة وفقاً للعادات الروسيّة. وقد دُفِنَ في مقبرة تيخفين في دير القديس ألكسندر نيفسكي في سانت بطرسبرغ بالقرب من الشاعرين نيكولاي ميخائيلوفتش كرامزين وفاسيلي جوكوفسكي. ومن غير الواضح تاريخيّاً كم شخصاً حضر جنازته. ووفقاً لما ذكره أحد الصحفيين فإن أكثر من 100 ألف من المشيعين كانوا حاضرين، بينما يصف آخرون أن الحضور كان بمدى 40 إلى 50 ألف. وقد نُقِشَت على شاهد قبره اقتباس من إنجيل يوحنا الإصحاح 12:24:

## حياتُه الشخصية

### علاقاتُه خارج الزواج

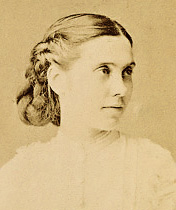
عشيقة دوستويفسكي الثانية، بولينا سوسلوفيا عام 1867.

أولى علاقات فيودور المعروفة كانت مع فتاة تُدعى أفدوتيا ياكوفليفنا التي التقى بها في جمعية بانايف أوائل عقد الأربعينات 1840. وقد وصفها بأنها تلميذة مُتعلّمة مهتمة بالأدب وأنها امرأة فاتنة لعوب. وقد قال في وقتٍ لاحق علاقتهما غير واضحة وغير متأكد منها. ووفقاً لمذكّرات آنا عن زوجها، بأنه قد طلب الزواج منها مرّة ولكنها رفضت. وكانت عشيقة دوستويفسكي الثانية هي الكاتبة بولينا سوسلوفا وكانت علاقة قصيرة ولكنّها حميميّة بلغت ذروتها في شتاء 1862-1863. التقت سوسلوفا به في إحدى المحاضرات التي كان يُلقيها حيث كانت محاضراته تحظى بشعبية كبيرة بين الشباب. في ذلك الوقت، كان دوستويفسكي في الـ40، وكانت هي في الـ21. وكانت العلاقة صعبة ومؤلمة لكلا الطرفين، خاصة دوستويفسكي. حيث كان مُرهقاً وقواه مستنزفة من العمل وحالته الصحيّة والمالية سيئة. وكانت سوسلوفا متعجرفة وغيورة، وكانت تُطالبه باستمرار تطليق زوجته ماريا. وبعد وفاة ماريا في عام 1865، طلب الزواج منها لكنها رفضت. وعلى عكس زوجته الثانية آنا، نادراً ما كانت سوسلوفا تقرأ كتبه، ولم تحترم أعماله، وبعد انفصالهم حرقت كُل الرسائل بينهما. وقد وصفها دوستويفسكي في إحدى رسائله بأنها أنانية ومغرورة، وبعدها ذكر: «ما زلت أحبها، ولكن لن أحبها أكثر من ذلك، فهي لا تستحق هذا».
في عام 1858 أحبت دوستويفسكي الممثلة الهزلية أليسكاندرا إيفانوفنا شوبرت، وكانت قد انفصلت عن صديقه ستيبان يانوفسكي لتوّها. لم يبادلها دوستويفسكي نفس الشعور ولكنّهما كانا صديقين جيّدين. وخلال عمله في مجلة Epoch تعرّف على مارثا براون، وعلاقته معها عُرِفَت فقط من خلال الرسائل المكتوبة بين نوفمبر 1864 ويناير 1865. وفي عام 1865، التقى دوستويفسكي بالناشطة النسوية والاشتراكية آنا كورفين، لم يتم معرفة طبيعة علاقتهم، وقالت زوجته آنا أنها كانت علاقة جيّدة، بينما قالت شقيقة كورفين أنها رفضته.

### توجهاته السياسيّة
قرأ دوستويفسكي في شبابه تاريخ الدولة الروسية للمؤرّخ الروسي نيكولاي ميخائيلوفتش كرامزين، الذي أشادَ بمبادئ المُحافظين وباستقلالية وسيادة الدولة الروسيّة، وهي الأفكار التي تبنّاها فيودور في وقتٍ لاحق. وقبل اعتقاله بسبب رابطة بيتراشيفسكي التي كان أحد أعضائها عام 1849، ذكر دوستويفسكي أنه «ليس هناك فكرة أسخف من أن تكونَ الحكومة جمهورية في روسيا». وفي عام 1881، في مُذكَراته ذكر دوستويفسكي أن الشعب والقيصر يجب أن يكونوا صفّاً واحداً: «بالنسبة للشعب، القيصَر ليس سلطة خارجيّة، ليس سُلطة لبعض الناس ... بل هو قوّة وسلطة لجميع الناس، وهي قوة لتوحيد جميع الناس».
في الوقت الذي انتقد فيه القنانة، كان مُتشككاً حول إنشاء الدستورية الملكية واعتبره مفهومًا دخيلًا على الثقافة ولا علاقة له بالتاريخ الروسي. ووصفه بأنه «سلطة النبلاء» وأن الدستور «سيستعبد الناس أكثر بكل بساطة». ودعا للإصلاح الاجتماعي بدلاً من ذلك، فمثلاً إزالة النظام الإقطاعي وتقليص الفروقات بين طبقة الفلّاحين والطبقة الغنية. أفكاره كانت يوتيوبية ذو نزعة دينية مسيحية نوعاً ما: «إذا كان الجميع مسيحيين، سيتم حل جميع المشاكل والمسائل». كما اعتقدَ أن الديمقراطية والأوليغاركية أنظمة سيئة، وكتب بخصوص فرنسا: «الأوليغاركية تهتم فقط بمصلحة الأثرياء بدرجة أولى، أما الديمقراطية تهتم بمصلحة الفقراء فقط؛ ولكن مصلحة المجتمع، ومصلحة فرنسا ومستقبل فرنسا بأكمله لا أحد يُزعج نفسه بالتفكير بهذه الأمور». وأكد أن الأحزاب السياسية أدت في النهاية إلى خلافات اجتماعية. وفي ستينيات القرن التاسع عشر، اكتَشَف حركة البوكفنيتشيستفو وهي حركة شبيهة بالسلافوفيليا في رفضها للثقافة الأوروبية والحركات الفلسفية المعاصرة مثل العدمية والمادية. اختلفت البوكفنيتشيستفوتية عن السلافية في كونها تحاول جعل روسيا بلداً أكثر انفتاحاً وجعل روسيا دولة أوروبية سياسياً وثقافياً كما حاول بطرس الأكبر فعله.
في مقالته غير المكتملة «الاشتراكية والمسيحية» زَعم دوستويفسكي أن الحضارة -«المرحلة الثانية من تاريخ البشرية»- قد تدهورت وأنها تتوجّه نحو الليبرالية بخطى متسارعة وتفقد إيمانها بالله. وأكد أنه ينبغي استعادة المفهوم التقليدي للمسيحية. واعتبر أن هذه الأزمة هي نتيجة للاصطدام بين المصالح الطائفية والفردية، الناجمة عن تراجع المبادئ الدينية والأخلاقية. كانت هناك ثلاث أفكار سائدة في عصره، الكاثوليكية الرومانية والبروتستانتية والأرثوذكسية الروسية. بالنسبة للكاثولوكية الرومانية قال بأنها واصلت تقاليد الإمبراطورية الرومانية وأصبحت بالتالي مُعادية للمسيحية حيث أن اهتمام الكنيسة في الشؤون السياسية والدنيوية أدى إلى التخلي والبعد عن فكرة المسيح. وبالنسبة له، كانت الاشتراكية «أحدث تجسيد للفكرة الكاثوليكية» و «حليفها الطبيعي». ووجد البروتستانتية متناقضة، وادّعى أنها ستفقد السلطة والروحانية في نهاية المطاف. واعتبر أن الأرثوذكسية الروسية هي الشكل المثالي للمسيحية.
خلال الحرب الروسية التركية، أكد دوستويفسكي أن الحرب قد تكون ضرورية إذا كان من وراءها الحرية والخلاص. وأعرَب عن أمله في استعادة الإمبراطورية البيزنطية المسيحية، وفي تحرير السلاف البلقان وتوحيدهم مع الإمبراطورية الروسية وهزيمة الدولة العثمانية. كما يُظهِر في كتاباته سواءً كانت روايات أو مقالات معاداة للسامية، وفي أحيانٍ أخرى يكتب عن اليهود ويدافع عنهم. وكثيراً ما أظهرت مُذكّراته تلك المُعاداة.

### معتقداته الدينية

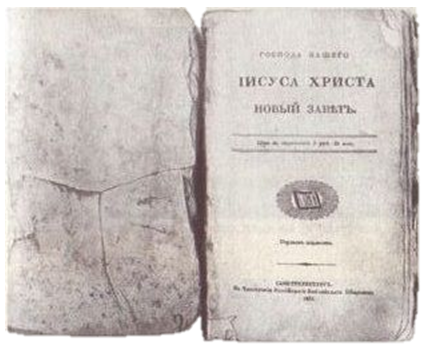
نسخة العهد الجديد التي أخذها دوستويفسكي معه إلى السجن في سيبيريا.

كان دوستويفسكي مسيحياً أرثوذكسياً، نشأ في أسرة دينية وعرف وتعلّم الإنجيل في سن مبكرة. وقد تأثّر بترجمة يوهانس هوبنر للإنجيل مئة وأربع قصص خفية في العهد القديم والجديد للأطفال. وكان يحضر الكنيسة أيام الأحد بانتظام في سنّ مبكرة كذلك، ويشارك في الزيارة السنوية إلى دير سانت سيرجيوس. وعلمه الشماس الذي كان في المشفى تعاليم دينه. من بين ذكريات طفولته كانت الصلوات التي كان يقرأها أمام الضيوف ويقرأها من سفر أيوب عندما كان صغيراً.
وفقاً لأحد الضباط في الأكاديمية العسكرية، كان دوستويفسكي مُتمسّكاً بدينه، يتبع الممارسة الأرثوذكسية، ويقرأ بانتظام الأناجيل، ويقرأ كذلك كتاب هاينريش زكوك «ساعات العبادة» Die Stunden der Andacht وهو كتاب ديني خالٍ من الأوامر العقائدية ويركّز فقط على حب المسيح وتطبيق حبه في المجتمع. هذا الكتاب لاحقاً أثّر في آراءه الاشتراكية المسيحية. من خلال تجميعه لآراء هوفمان وأوجين سو وبلزاك وغوته ورأيه الخاص، صنع لنفسه مذهباً دينياً خاصاً على غرار الطوائف المسيحية الأخرى. وبعد اعتقاله وسجنه، ركز بشكل مكثف على شخصية المسيح وعلى العهد الجديد، وهو الكتاب الوحيد المسموح به في السجن. في رسالة يناير/كانون الثاني 1854 إلى المرأة التي أرسلت له العهد الجديد، كتب دوستويفسكي: «أنا كطفل شكّاك ليس لدي إيمان حتى اللحظة، وأوقن بأني سأبقى كذلك إلى القبر ... ولو أثبت لي شخص ما أن الحقيقة ليس المسيح، يجب أن أختار البقاء مع المسيح بدلاً من الحقيقة».
خلال مكوثه في سيميبالاتينسكي، عاد إيمان دوستويفسكي لقلبه بعد تأمله المتواصل في السماء. وقد وصفه صديقه رانجل بقوله: «لم يذهب إلى الكنيسة في تلك الفترة، وكره الكهنة وخاصة السيبيريين منهم، لكنه كان يتحدث عن المسيح بشكل مطرد.» وقد تعرّف دوستويفسكي على الإسلام وطلب من أخيه إرسال نسخة من القرآن الكريم له. من خلال زياراته إلى أوروبا الغربية ومناقشاته مع هيرزين وغريغوريف وستراخوف تعرّف على حركة البوكفنيتشيستفو ونظرية أن الكنيسة الكاثوليكية قد اعتمدت مبادئ العقلانية والقانونية والمادية والفردانية من روما القديمة ومررتها للبروتستانتية وبالتالي إلى الاشتراكية الإلحادية.

## المواضيع والأسلوب

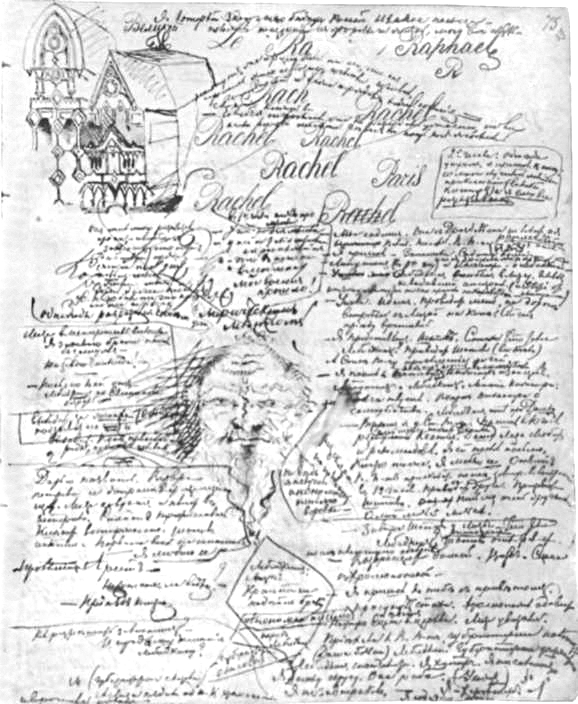
النُسخة الأوليّة من رواية الشياطين.

تتضمّن أعمال فيودور دوستويفسكي روايات وروايات قصيرة وقصص قصيرة ومناشير وإبيجراما ولمريكة وشعرا. وقد كَتَب أكثر من 700 رسالة، ضاع العشرات منها.
عبّر دوستويفسكي عن أفكاره الفلسفية والدينية والنفسية من خلال كتاباتِه. تحكي قصصه مواضيع عن الانتحار والفقر والخداع والأخلاق. حكى في مواضيعه النفسيّة عن الأحلام حيث ظهرت في قصّة الليالي البيضاء، وعلاقة الأب وابنه كما ظهر في المراهق. وتظهر في كثير أعماله نواحي تكوين المجتمع الروسي الفوضوي في ذلك الوقت. تُظهِر أعماله المبكرة المجتمع من خلال الطبعانية والواقعية الأدبية.
وبسبب تأثّره الكبير بالكُتّاب الذين قرأ لهم، كان كثيراً ما يقتبس منهم وأسلوبه مشابه لهم لحدّ كبير، أدّى ذلك لاتهامه بالسرقة الأدبية في أعماله المُبكّرة، ولكن مع مرور الوقت أصبح لديه أسلوب خاصّ به. لوحِظَ أن الأعمال التي كتبها بعد إطلاق سراحه تتناول مواضيع دينية، وخاصة تلك المواضيع الخاصة بالأرثوذكسية الروسية. وعناصر من القصص القوطية، والرومانسية، والمواضيع الساخرة الهجائية يمكن ملاحظتها في بعض كتبه.
دائماً ما توصَف أعمال دوستويفسكي بكونِها فلسفية، على الرغم من قول دوستويفيسكي بنفسه أنه ضعيف في الفلسفة. كتب صديقه نيكولاي ستراخوف يصفه: «أحب فيودور تلك الأسئلة حول ماهيّة الأشياء وما وراء حدود المعرفة» العديد من الأفكار الفلسفية المطروحة في مذكراته والإخوة كارامازوف، وقد وصفه المفكر جورج فلورفسكي بأنه «مشكلة فلسفية»، فمن غير المعروف ما إذا كان دوستويفسكي يؤمن بالأفكار التي طرحها أو لا. وربما كان دوستويفسكي ما أورد هذه الأفكار إلا لانتقاده لها فقد كان عقله فنّاناً أكثر من كونه عقلانيا ومنطقيا. وقد ذُكِرت عدم عقلانيّته في كتاب الفيلسوف ويليام باريت رجل غير عقلاني: دراسة في الفلسفة الوجودية،  وكتاب والتر كوفمان الوجودية من دوستويفسكي إلى سارتر.
أحد أساليب فيودور الكتابية هي البولفونية، وهي تعني تعدد الرواة والأصوات في الرواية الواحدة، كُلّ منهم بوجهة نظرة الخاصة. البولفونية الأدبية مشابهة للبولفونية الموسيقية المصطلح الذي وضعه ميخائيل باختين على أساس تحليلاته لأعمال دوستويفسكي. وقال اللغوي الروسي ميخائيل باختين أن استخدام دوستويفسكي لهذا الأسلوب يُعدّ تقدماً كبيراً في تطوير الرواية.

## الاستقبال الجماهيري والإرث الإنساني

### الاستقبال والتأثير

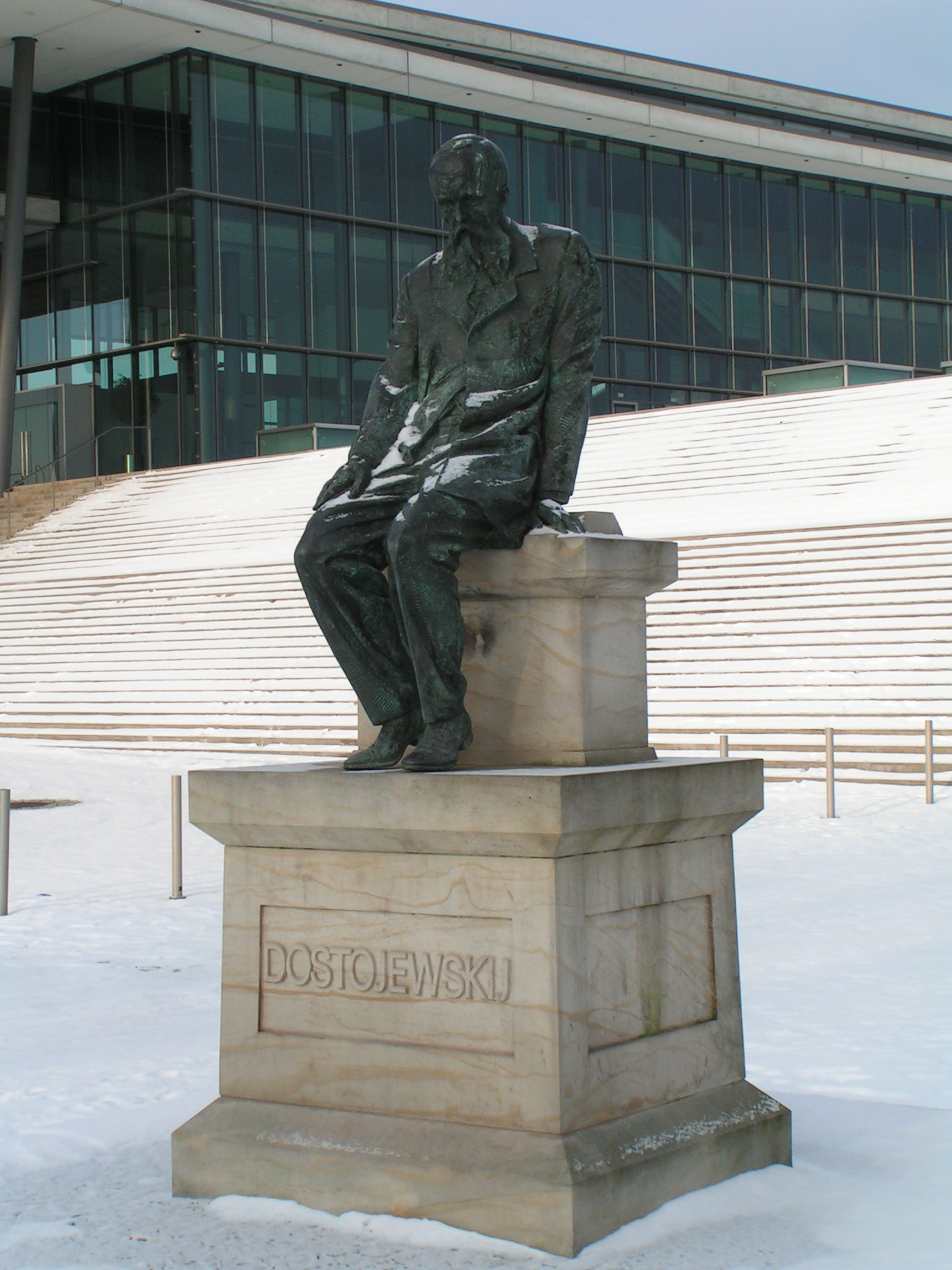
تمثال دستويفسكي في درسدن الألمانية.

يُعتَبر دوستويفسكي اليوم من أعظم الأدباء الروس وأعظمهم في العالم. وقد مدحه ألبرت أينشتاين حيث عظمه على أمير الرياضيات كارل غاوس حيث قال: «إذا سألتني بمن أنا مُهتَم حالياً فسأجيبُك بدوستويفسكي. دوستويفسكي قدّم لي أكثَر ما قدّمه أيُ عالمٍ من قبل بما فيهم غوس نفسه.» ووصفه بأنه «كاتب ديني عظيم يستكشف سر الوجود الروحي». كما وصفه فريدريك نيتشه وقال: «النفساني الوحيد الذي كان لديه شيء ليُعلّمني إياه، إن معرفتي به كانت أعظم شيء حصل لي في حياتي.» واستمتع هرمان هيسه بقراءة أعماله واستمر بقراءتها واحداً تلو الآخر بلا توقّف على حد تعبيره. وكتب الروائي النرويجي كنوت همسون: «لم يُحلّل أحد من قبل الهيكلية النفسية المعقدة للإنسان كما حللها دوستويفسكي. حسّه النفساني عظيم ومثالي».
في كتاب وليمة متنقلة لـِ إرنست همينغوي وصف دوستويفسكي: «هناك أشياء يمكن تصديقها والإيمان بها [في الكتب] وأشياء لا، ولكن الحقيقة الحقيقية أنك ستتغير بمجرد القراءة لأعمالهم». وأشاد جيمس جويس بالكتابة النثرية لدوستويفسكي: «أكثَر كاتِب أثّر في الكتابة النثرية الحديثة ونقلها لتكون معاصرة للحاضر، كانت قوته المتفجرة التي هشّمت الرواية الفيكتورية وغيّرت مسارها». وقد وصفه كافكا بأنه أحد أقربائه الفطريين، وكان تأثير دوستويفسكي على كافكا كبيراً ولا سيما الأخوة كارامازوف والجريمة والعقاب،  وظهر هذا التأثر في رواية كافكا المحاكمة. وقال سيغموند فرويد واصِفاً الأخوة كارامازوف: «أجمل رواية وأكثرها روعة على الإطلاق». الحركات الثقافية الحديثة كَـ السريالية والوجودية والبيت نوّهوا لكون دوستويفسكي أحد المؤثّرين عليهم، واستُشهِدَ بكونِه رائداً للحركة الرمزية الروسية والوجودية والتعبيرية والتحليل النفسي.

### التشريفات والتكريمات

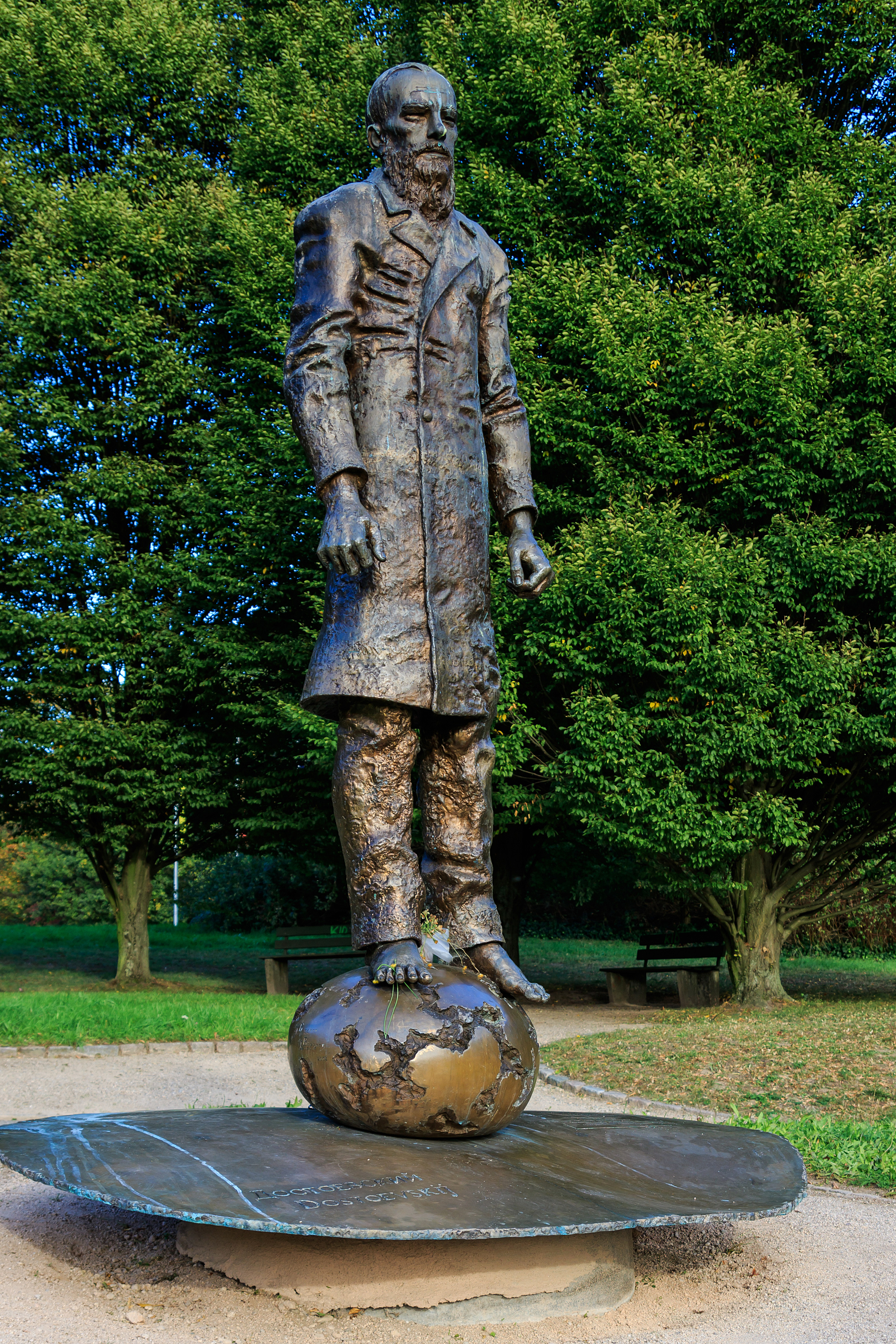
تمثال دوستويفسكي في بادن بادن.

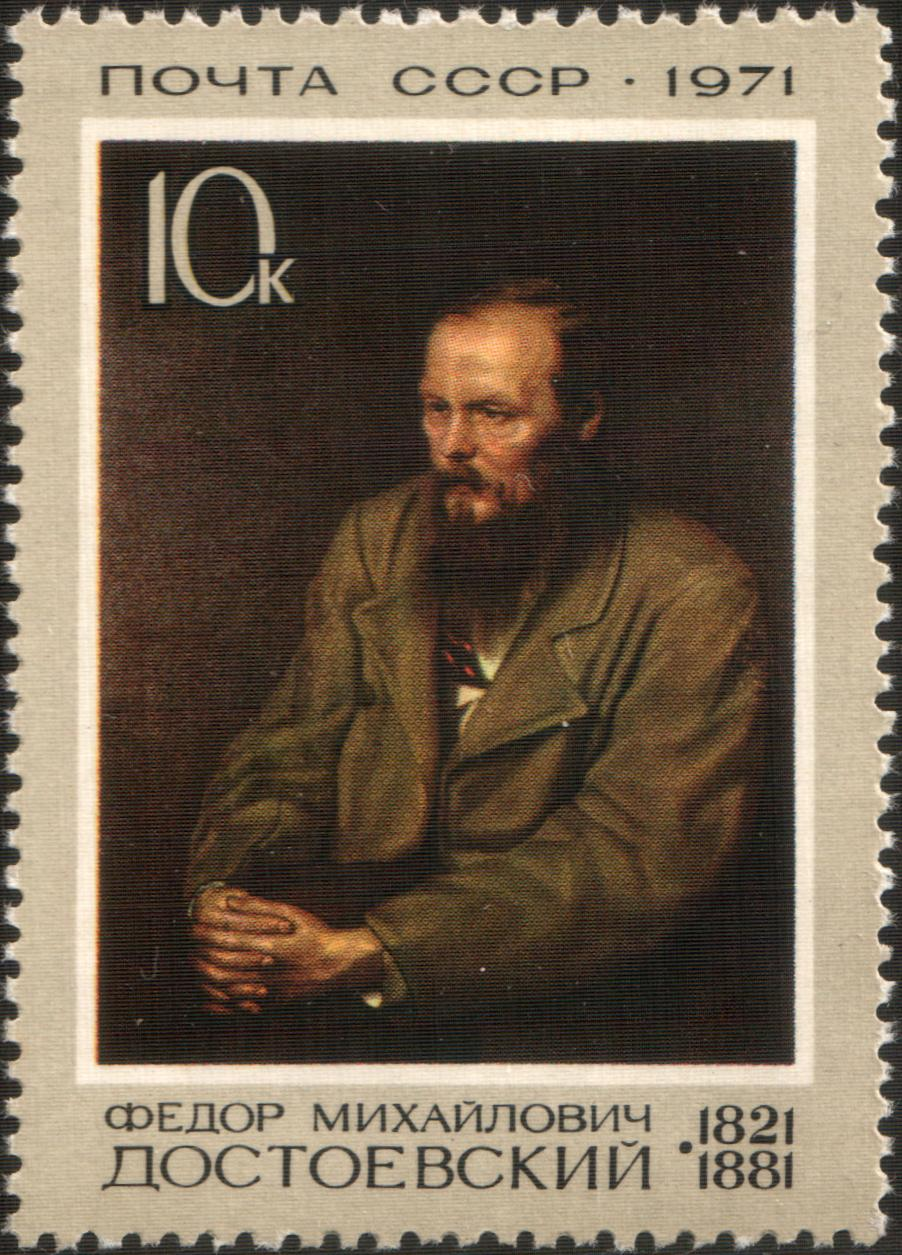
ختم الاتحاد السوفيتي عام 1971.

في عام 1956، صدر طابع بريد أخضر مُخصّص لدوستويفسكي في الاتحاد السوفياتي. وقد افتُتِح متحف دوستويفسكي في 12 نوفمبر 1971 في ذات الشقة التي كتب فيها رواياته الأولى والأخيرة. وقد سُمّيت فوهة صدمية على كوكب عطارد باسمه تكريماً له عام 1979، وسُمّيَ كوكب صغير باسمه اكتشفته عالمة الفلك الروسية ليودميلا كاراشكينا عام 1981.
بالإضافة إلى برنامجٍ إذاعي يحمل اسمه منذ 1997. وظهر دوستويفسكي ليكون الشخصية الرئيسية في رواية جون ماكسويل كويتزي سيد بطرسبرغ.
أدلى مشاهدوا البرنامج التلفزي باسم روسيا بصوتهم ليكون دوستويفسكي تاسع شخصيّة من حيث العظم في روسيا على مر العصور، ليكون وراء الكيميائي ديمتري مندليف وقبل إيفان الرابع. وقد عُرِض مسلسل تلفزيوني يوثّق حياة دوستويفسكي عام 2011 من إخراج فلاديمير خوتيننكو وحاز على جائزة غولدن إيغل.
هناك عدد من النصب التذكارية موجودة في مختلف المدن الروسية والأوروبية مثل موسكو وسانت بطرسبرغ ونوفوسيبيرسك وأومسك وسيميبالاتينسك وكوسنتسك وداروفوي وستارايا روسا وليوبلينو وتالين ودرسدن وبادن بادن وفيسبادن. وافتُتحت محطّة ميترو دوستويفسكي في سانت بطرسبرغ في 30 ديسمبر 1991، ومحطة بنفس الاسم في موسكو في 19 يونيو 2010 وذلك في الذكرى الـ75 لافتتاح شبكة النقل في موسكو، وقد زينت محطة موسكو بجدران من قبل الفنان إيفان نيكولايف تصور مشاهد من أعمال دوستويفسكي.

### النقد

غلاف الأعمال الكاملة، المجلّد 16 الذي يضم رواية الإخوة كارامازوف، ترجمة سامي الدروبي نُشِرَ عام 1985.

لم تكن دائماً جميع ردود الفعل لأعمال دوستويفسكي إيجابية، عدد من النُقّاد مثل نيكولاي دوبروليوبوف وإيفان بونين وفلاديمير نابوكوف ينظرون لأعماله بأنها نفسية وفلسفية بشكل كبير جداً بدلاً من كونها فنيّة أدبية. ووجد آخرون أن القصّة بذاتها مفكّكة وغير منظّمة وفوضوية. واعترض آخرون مثل تورغينيف بكونها أعمال نفسية متطرفة وأنه يدخل في التفاصيل كثيراً، واعتَبَر أسلوباً في الكتابة «مسهباً ومستفيضاً ومتكرراً، ويفتقر إلى التوازن وضبط النفس والذوق السليم». وأشخاص مثل سالتيكوف ششيدرين وتولستوي وميخايلوفسكي وغيرهم، انتقدوا شخصيّات الروايات التي كان دوستويفسكي يُمثّل بها نفسه.

### الشهرة
تُرجِمت أعمال دوستويفسكي لأكثر من 170 لغة حول العالم بما فيها العربية. ويُعتَبر الأديب السوري سامي الدروبي من أشهر وأوائل من ترجَم أعماله الكاملة إلى العربية في 18 مُجلّداً مع أكثر من 11 ألف صفحة. ورغم أنّه ترجَم أعمال دوستويفسكي من اللغة الفرنسية، إلّا أنها نالت شُهرة واسعة واعتُبِرت أحد أفضل الترجمات، وقامت دار التقدم الروسية باعتماد ترجمة الدروبي في نُسخَتِهم المنشورة. بدأ نشر أعمالِ دوستويفسكي المترجمة عام 1985، واستمرّ إعادة النشر حتّى اليوم، فمثلاً رواية الجريمة والعقاب أُعيدَ نشرها لأكثر من 6 مرّات بمختلف الأزمان. الترجمة الفرنسية والألمانية والإيطالية عادة ما كانت تصدر بعد النسخة الأصلية بفترة وجيزة، بينما النُسخة الإنجليزية تأخّرت في الترجمة وكانت رديئة أيضاً. أوّل ترجمةٍ إنجليزية لأعماله كانت من قِبَل ماري فون ثيلو في عام 1881، ولكن أول ترجمة عالية الجودة صدرت بين 1912 و 1920 من قبل كونستانس غارنيت.
حوّلت أعمال دوستويفسكي لاحقاً لأفلامٍ ومسرحيّات في العديد من دول العالم. الأميرة فارفارا دميتريفنا أوبولنسكايا كانت أول من اقترح على دوستويفسكي ذلك، لم يرفض دوستويفسكي ولكنّه لم يرغب بهذا وقال مُعّلقاً: «كل فنّ يتوافق مع أفكارة معيّنة، بحيث لا يمكن التعبير عن الأفكار ذاتها بطرق مختلفة». في النهاية حوّلت بعض أعماله لوسائط أخرى، ولعل أبرزها أوبرا المقامر تأليف سيرغي بروكوفييف، وأوبرا من منزل الأموات تأليف ليوش ياناتشيك، والفيلم الياباني الأبله من إخراج أكيرا كوروساوا. كما صَدَر فيلمٌ مصري 1974 مُقتَبس من الإخوة كارامازوف بعنوان الأخوة الأعداء من إخراج حسام الدين مصطفى وبطولة يحيى شاهين ونور الشريف ومحيي إسماعيل وحسين فهمي.
بعد الثورة الروسية عام 1917، مُنِعت بعض كتب دوستويفسكي وخضع أهم كتابان للرقابة: الشياطين، ومذكرات كاتب. واعتبرت فلسفته في الشياطين، معاداة للرأسمالية ومعاداة للشيوعية والرجعية أيضاً. ووفقاً للمؤرخ بوريس إليزاروف، ستالين قرأ الإخوة كارامازوف عدة مرات.

## أعماله
بدأ دوستويفسكي يمتهن الكتابة بعد انتهائه من الجامعة، وبدأ أول ما بدأ بترجمة روايات من اللغة الفرنسية التي تعلّمها في المدرسة الداخلية ثم بدأ بكتابة القصص القصيرة، لتليها المقالات والروايات الطويلة. تضمّنت أعمال دوستويفسكي 15 رواية ورواية قصيرة، و17 قصّة قصيرة، و5 ترجمات، والكثير من المقالات والرسائل. لعلّ أبرز ما كتب دوستويفسكي هي روايات: المساكين، والإنسان الصرصار، والجريمة والعقاب، والأبله، والشياطين، والإخوة كارامازوف. الكثير من رواياتِه صدرت مُقسّمة لأجزاء نُشِرت في الصحف والمجلّات الأدبية الروسية، التواريخ الظاهرة في الجدول أدناه هو التاريخ الذي ظهرت فيه الرواية للمرة الأولى بلغتها الأصليّة.

### الروايات والقصص القصيرة
| العنوان                                                                            | السنة | الناشر الأول                | ملاحظات                                                                                 | مراجع   |
| ---------------------------------------------------------------------------------- | ----- | --------------------------- | --------------------------------------------------------------------------------------- | ------- |
| المساكين Бедные люди, Poor Folk                                                    | 1846  | Saint Petersburg Collection | رواية.                                                                                  | [ 194 ] |
| الشبيه Двойник, The Double                                                         | 1846  | Notes of the Fatherland     | رواية قصيرة.                                                                            | [ 195 ] |
| ربة البيت Хозяйка, The Landlady                                                    | 1847  | Notes of the Fatherland     | رواية قصيرة.                                                                            | [ 196 ] |
| نيتوتشكا نزفانوفا Неточка Незванова, Netochka Nezvanova                            | 1849  | Notes of the Fatherland     | رواية غير مُنتَهية.                                                                       | [ 195 ] |
| حلم العم Дядюшкин сон, Uncle's Dream                                               | 1859  | The Russian Word            | رواية قصيرة.                                                                            | [ 197 ] |
| قرية ستيبانتشيكوفو Село Степанчиково и его обитатели, The Village of Stepanchikovo | 1859  | الرسول الروسي               | رواية.                                                                                  | [ 198 ] |
| مذلون مهانون Униженные и оскорблённые, Humiliated and Insulted                     | 1861  | الزمان                      | رواية.                                                                                  | [ 199 ] |
| بيت الموتى Записки из Мёртвого дома, The House of the Dead                         | 1861  | مجلّة الزمان                 | رواية. معروفة أيضاً باسم ذكريات من منزل الأموات أو مذكرات من البيت الميت.                | [ 200 ] |
| الإنسان الصرصار Записки из подполья, Notes from Underground1864                    | 1864  | Epoch                       | رواية قصيرة من جُزئين. أيضاً معروفة باسم رسائل من أعماق الأرض أو مذكرات من العالم السفلى. | [ 201 ] |
| الجريمة والعقاب Преступление и наказание, Crime and Punishment                     | 1866  | The Russian Messenger       | رواية.                                                                                  | [ 202 ] |
| المقامر Игрок, The Gambler                                                         | 1867  | Self-published              | رواية.                                                                                  | [ 203 ] |
| الأبله Идиот, The Idiot                                                            | 1869  | The Russian Messenger       | رواية.                                                                                  | [ 204 ] |
| الزوج الأبدي Вечный муж, The Eternal Husband                                       | 1869  | The Twilight                | رواية.                                                                                  | [ 182 ] |
| الشياطين Бесы, Demons                                                              | 1872  | The Russian Messenger       | رواية.                                                                                  | [ 205 ] |
| مراهق Подросток, The Adolescent                                                    | 1875  | Notes of the Fatherland     | رواية.                                                                                  | [ 206 ] |
| الإخوة كارامازوف Братья Карамазовы, The Brothers Karamazov                         | 1880  | The Russian Messenger       | رواية.                                                                                  | [ 207 ] |

### قصص قصيرة
| العنوان | السنة | الناشر الأول            | مراجع           |
| --- | ----- | ----------------------- | --------------- |
| السيد بروخارشين Господин Прохарчин, Mr. Prokharchin                                                        | 1846  | Notes of the Fatherland | [ 208 ]         |
| قصة في تسع رسائل Роман в девяти письмах, Novel in Nine Letters                                             | 1847  | The Contemporary        | [ 209 ]         |
| زوج غيّور Ревнивый муж, A Jealous Husband                                                                   | 1848  | Notes of the Fatherland | [ 210 ]         |
| زوجة رجل آخر Чужая жена, Another Man's Wife                                                                | 1848  | Notes of the Fatherland | [ 210 ]         |
| زوجة رجل آخر وزوج تحت السرير Чужая жена и муж под кроватью, Another Man's Wife and a Husband under the Bed | 1848  | Notes of the Fatherland | [ 210 ]         |
| قلب ضعيف Слабое сердце, A Weak Heart                                                                       | 1848  | Notes of the Fatherland | [ 211 ]         |
| بولزونكوف Ползунков, Polzunkov                                                                             | 1848  | The Contemporary        | [ 212 ]         |
| لص أمين Честный вор, An Honest Thief                                                                       | 1848  | Notes of the Fatherland | [ 213 ]         |
| شجرة عيد الميلاد وحفل الزفاف Ёлка и свадьба, A Christmas Tree and a Wedding                                | 1848  | Notes of the Fatherland | [ 214 ]         |
| الليالي البيضاء Белые ночи, White Nights                                                                   | 1848  | Notes of the Fatherland | [ 215 ]         |
| بطل صغير Маленький герой, A Little Hero                                                                    | 1849  | Notes of the Fatherland | [ 216 ] [ 217 ] |
| قصة بذيئة Скверный анекдот, A Nasty Story                                                                  | 1862  | مجلّة الزمان             | [ 218 ]         |
| التمساح Крокодил, The Crocodile                                                                            | 1865  | Epoch                   | [ 219 ]         |
| بوبوك Бобок, Bobok                                                                                         | 1873  | The Citizen             | [ 220 ]         |
| شجرة عيد الميلاد السماوية Мальчик у Христа на ёлке, The Heavenly Christmas Tree                            | 1876  | مذكرات كاتب             | [ 221 ]         |
| مخلوق لطيف Кроткая, A Gentle Creature                                                                      | 1876  | مذكرات كاتب             | [ 222 ]         |
| حلم رجل مضحك Сон смешного человека, The Dream of a Ridiculous Man                                          | 1877  | مذكرات كاتب             | [ 223 ]         |

### المقالات
كَتَب دوستويفسكي 221 مقالةً في يوميّاته باستثناء القصص القصيرة المدرجة أعلاه في غضون فترتين، في العادة تُنشَر المختارات في مجلَّدين، المجلَّد الأوَّل يغطي كتاباته من 1873 وحتى 1876، والمجلَّد الثاني يغطي كتاباته من 1877 وحتى 1881.